# Batalha de Isonzo
A Batalha do Isonzo, a Batalha do Aesontius, ou a Batalha do Isontius, é o nome dado à batalha travada em 28 de agosto de 489 nas margens do rio Isontius, não muito longe de Aquileia. Este rio é agora conhecido como Isonzo em italiano e Soča em esloveno.
Teodorico, o Grande, rei dos ostrogodos, em 489 abriu sua primeira campanha contra Odoacro para arrancar dele a Itália. Em 28 de agosto, os dois exércitos se encontraram nas margens do Isontius. Teodorico derrotou Odoacro, que recuou. Uma segunda batalha foi travada em Verona.